# Air Kiribati
Air Kiribati è la compagnia aerea di bandiera dell'omonimo Stato insulare ed opera voli di linea fra le isole Gilbert, fra le Sporadi Equatoriali, e ancor prima le Tuvalu e le Figi; la compagnia si occupa anche di voli charter, trasporti medici e operazioni di ricerca e soccorso in mare e la sua base principale è l'Aeroporto di Bonriki, situato sull'isola di Tarawa Sud.
È l'unica compagnia aerea che effettua voli commerciali domestici fra le isole dello Stato.

## Storia

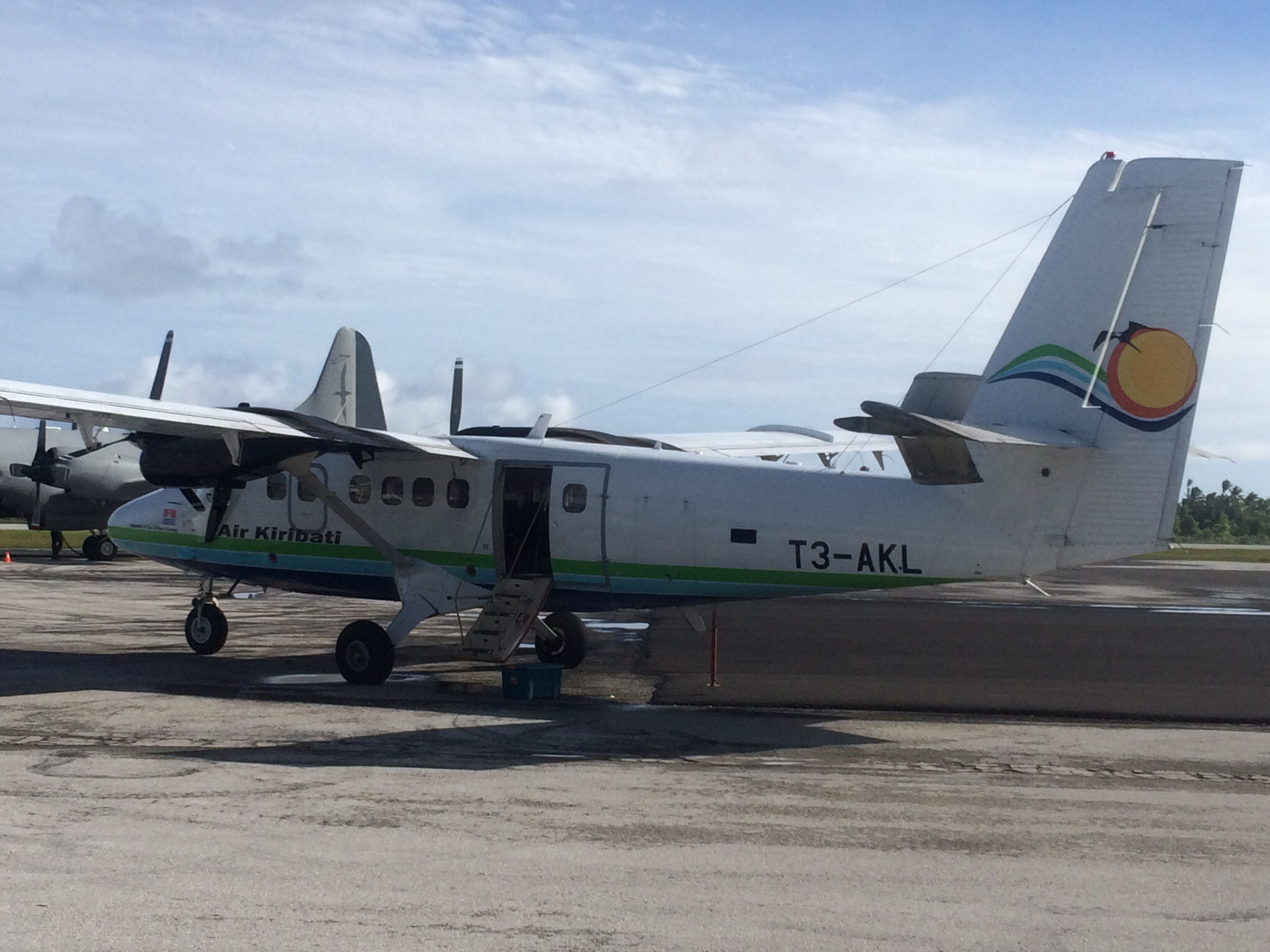
Un de Havilland Canada DHC-6 Twin Otter di Air Kiribati fotografato nel 2016 all'Aeroporto di Bonriki

La compagnia è stata fondata il 1º aprile 1995 in seguito al fallimento di Air Tungaru, la precedente compagnia di bandiera delle Kiribati.

## Flotta
A gennaio 2017 la flotta di Air Kiribati era composta dai seguenti velivoli:
- 1 de Havilland Canada DHC-6 Twin Otter
- 3 Harbin Y-12

Nel 2020 è consegnato il primo di 2 Embraer E190-2, ma non è messo in servizio prima per colpa del Covid-19 e per motivi di autorizzazione, lasciando l'aereo parcheggiato a Brisbane (fino al 2022).
Nel luglio 2022, la flotta comprende 3 DHC-6 Twin Otter 300 e 1 DHC-6 Twin Otter 400 series arrivato in servizio il 30 luglio 2022. Non comprende più gli Harbin. Comprende anche un DHC Dash-8.
Nel 2003 la compagnia ha utilizzato anche un ATR 72-500, ma il velivolo è stato giudicato troppo oneroso da mantenere ed è stato restituito al lessor.